# アデレード大学
アデレード大学（アデレードだいがく、University of Adelaide、略称：アデレード大学）は、南オーストラリア州アデレードにある公立大学である。

## 概説
アデレード大学は1874年に設立された、オーストラリアで3番目に古い大学である。大学のメインキャンパスはアデレード市内中心部のノーステラスにあり、南オーストラリア美術館、南オーストラリア博物館、南オーストラリア州立図書館に隣接している。
アデレード大学には4つのキャンパスがあり、そのうち3つは南オーストラリア州にある。市内にあるノース・テラス・キャンパス、ローズウォルシーにあるローズウォルシー・キャンパス、ウルブレイにあるウェイト・キャンパス、そしてビクトリア州メルボルンに1つのキャンパスがある。
また、アデレード・パークランズにある国立ワインセンター（Thebarton）、シンガポールにあるNgee Ann-Adelaide Education Centre（Ngee Ann-Adelaide Education Centre）など、他の地域にもキャンパスを展開している。
アデレード大学は5つの学部で構成されており、それぞれに構成校がある。工学部、コンピュータ・数理科学部（ECMS）、保健医療科学部、芸術学部、専門職学部、科学部の5つの学部で構成されている。
また、グループ・オブ・エイトと英連邦大学協会に加盟している。また、オーストラリア国内の植民地時代の大学を中心に構成されるサンドストーン大学にも加盟している。
アデレード大学には、オーストラリアのノーベル賞受賞者の3分の1を占める5人のノーベル賞受賞者と113人のローズ奨学生が在籍している。アデレード大学は、南オーストラリア州を代表するビジネスマン、弁護士、医療関係者、政治家の多くを教育し、南オーストラリア州の公共生活に多大な影響を与えてきた。
ペニシリンの発見と開発、宇宙開発、日焼け止め、軍用戦車、Wi-Fi、高分子紙幣とX線結晶学、ブドウ栽培と醸造学の研究など、アデレード大学は様々な注目すべき業績と発見に関連している。
2018年6月、アデレード大学と南オーストラリア大学が合併の可能性について協議を開始した。この提案は、スティーブン・マーシャルとサイモン・バーミンガムによって「スーパーユニ」の形成と説明されたが、2018年10月に合併は中止された。

## 学部
- Faculty of Engineering, Computer & Mathematical Sciences
  - Australian School of Petroleum
  - School  of Chemical Engineering
  - School  of Civil, Environmental & Mining Engineering
  - School  of Computer Science
  - School  of Entrepreneurship, Commercialisation, and Innovation Centre
  - School  of Electrical & Electronic Engineering
  - School  of Mathematical Sciences
  - School  of Mechanical Engineering
- Faculty of Health Sciences
  - School of Dentistry
  - School of Medical Sciences
  - School of Medicine
  - School of Paediatrics & Reproductive Health
  - School of Population Health & Clinical Practice
  - School of Psychology
- Faculty of Humanities & Social Sciences'
  - School of History and Politics
  - School of Social Sciences
  - School of Humanities
  - Elder Conservatorium of Music
  - Centre for Australian Indigenous Research
  - Centre for Aboriginal Studies in Music (CASM) - Wilto Yerlo
- Faculty of the Professions
  - School of Architecture, Landscape Architecture and Urban Design
  - Business School
  - School of Economics
  - School of Education
  - Law School
  - Centre for International Economic Studies
  - Executive Education Unit
  - International Centre for Financial Services
  - Institute for International Trade
  - Research Unit for the Study of Society, Law & Religion
  - South Australian Centre for Economic Studies
- Faculty of Sciences
  - School of Agriculture, Food & Wine
  - School of Chemistry & Physics
  - School of Earth & Environmental Sciences
  - School of Molecular & Biomedical Science
  - School of Animal & Veterinary Sciences

## ランキング
| 出版                   | 平均 | 2004 | 2005 | 2006 | 2007 | 2008 | 2009 |
| ---------------------- | ---- | ---- | ---- | ---- | ---- | ---- | ---- |
| Times Higher Education | 81.7 | 56   | 80   | 105  | 62   | 106  | 81   |

## 著名な卒業生
- ローレンス・ブラッグ (ノーベル物理学賞)
- ハワード・フローリー (ノーベル生理学・医学賞)
- ロビン・ウォレン (ノーベル生理学・医学賞)

アデレード大学の歴史は、国内外の国家元首、ノーベル賞受賞者、ビジネスや政治のリーダー、科学、数学、医学のパイオニア、メディアの著名人、優れた音楽、映像、パフォーマンス、執筆のアーティスト、複数のオリンピックメダリストを含むスポーツ選手など、多くの優れた卒業生とスタッフを擁する歴史でもある。  また、16名の学長、20名の副学長、110名のローズ奨学生、5名のノーベル賞受賞者（そのうちの一人は、1915年に父ウィリアム・ヘンリー・ブラッグと共同で25歳で受賞した史上最年少受賞者のローレンス・ブラッグ）、1名の首相（オーストラリア初の女性首相、ジュリア・ギラード）がアデレード大学を卒業もしくは在学した。  
バリー・マーシャルとともに、消化性潰瘍が主に感染症のヘリコバクター・ピロリによって引き起こされることを発見したロビン・ウォレンは、1950年代にアデレード大学を卒業した。
ウォーレンとマーシャルは、その発見により2005年にノーベル賞を受賞している。  その他の著名な卒業生・教授には、レオ・ブレア（トニー・ブレア英首相の父、トニーが幼少の頃、アデレード大学で法学講師を務めた）。
エドワード・チャールズ・スターリング（生理学者、政治家、女性参政権の提唱者）、ティム・フラナリー（オーストラリアン・オブ・ザ・イヤー）、ブレンドン・コヴェントリー（免疫サイクルの発見に貢献）マチェイ・ヘネベルグ（身体人類学者）、ハワード・フローリー（薬学・病理学者、ペニシリン開発で活躍し1945年のノーベル生理学・医学賞をアーネスト・チェーン卿、アレクサンダー・フレミング卿と共有）、J. M. Coetzee（小説家、言語学者、2003年ノーベル文学賞受賞）、Ghil'ad Zuckermann（言語学者、リバイバル活動家）、Margaret Reid（オーストラリア初の女性上院議長）、Janine Haines（オーストラリア初の女性政党連邦議会議長）、Margaret White（クイーンズランド州初の女性最高裁判所判事）。ローマ・ミッチェル（オーストラリア初の女性女王顧問弁護士（1962年）、南オーストラリア州最高裁判所判事、イギリス連邦初の女性上級裁判所判事（1965年）、初の女性州知事）、ジョニ・マドライウィ（フィジー共和国副大統領、ナウル共和国最高裁判所判事）などがいる。

## 著名な教授
- J・M・クッツェー - 2003年のノーベル文学賞の受賞者
- ギラード・ツッカーマン - 言語学者

## 日本との関係
昭和大学は2005年3月にアデレード大学と協定を結んだ。
日本経済大学（所在地：福岡県太宰府市、学長：都築 明寿香）は、2022年1月にオーストラリアのアデレード大学（英語名称：University of Adelaide）と「留学派遣協定」を締結した。
その他、明治大学、東京大学、追手門大学、九州大学、関西学院大学、関西外国語大学、大阪公立大学、兵庫医科大学、神戸学院大学、慶應義塾大学、奈良先端科学技術大学院大学、中央大学、四天王寺大学、明治学院大学、など多くの日本の大学と協定が結ばれている。